# شهرستان ویس (ویرجینیا)
شهرستان ویس، ویرجینیا (به انگلیسی: Wise County, Virginia) یک سکونتگاه مسکونی در ایالات متحده آمریکا است که در ویرجینیا واقع شده‌است.

## خصوصیات
شهرستان ویس ۱٬۰۴۸٫۹۵ کیلومترمربع مساحت دارد.